# Canthidium metallicum
Canthidium metallicum är en skalbaggsart som beskrevs av Edgar von Harold 1867. Canthidium metallicum ingår i släktet Canthidium och familjen bladhorningar. Inga underarter finns listade.